# Familia Hitler
La familia Hitler comprende los parientes y antepasados de Adolf Hitler (20 de abril de 1889-30 de abril de 1945), dictador, político y líder del Partido Nacionalsocialista Obrero Alemán (en alemán: Nationalsozialistische Deutsche Arbeiterpartei, abreviado NSDAP), comúnmente conocido como el Partido Nazi. Fue canciller de Alemania desde 1933 hasta 1945, y se desempeñó como jefe de Estado o Führer durante el periodo de 1934 a 1945. Hitler es más recordado por su papel central de liderazgo en el surgimiento del fascismo en Europa, la Segunda Guerra Mundial y el Holocausto.
Antes del nacimiento de Adolf Hitler, el apellido de la familia tenía muchas variaciones que fueron utilizadas a menudo casi indistintamente. Algunas de las variaciones comunes eran Hitler, Hiedler, Hüttler, Hytler y Hittler. Alois Schicklgruber (el padre de Adolf Hitler) cambió su apellido por Hitler el 7 de enero de 1877 y fue la única forma del apellido que Adolf Hitler utilizó.
La familia siempre ha sido de interés para los historiadores y genealogistas, debido a la paternidad en disputa del padre de Adolf Hitler, así como las interrelaciones de la familia y su efecto psicológico sobre Adolf Hitler durante su infancia.

## Antecedentes familiares
La familia de Hitler desciende de Stefan Hiedler (nacido en 1672) y su esposa, Agnes Capeller. Su nieto fue Martin Hiedler (17 de noviembre de 1762 - 10 de enero de 1829), quien se casó con Anna Maria Göschl (23 de agosto de 1760 - 7 de diciembre de 1854). Martin Hiedler y Anna Göschl fueron los padres de tres hijos al menosː Lorenz, del que no hay más información, Johann Georg (bautizado el 28 de febrero de 1792 - 9 de febrero de 1857), que era el padrastro de Alois Hitler (padre de Adolf Hitler), y Johann Nepomuk Hiedler (19 de marzo de 1807-17 de septiembre de 1888), un bisabuelo materno de Adolf Hitler. Ellos eran de Spital (parte de Weitra), Austria.

## Johann Georg y Johann Nepomuk Hiedler
Los hermanos Johann Georg y Johann Nepomuk Hiedler están conectados a Adolf Hitler de varias maneras, aunque la relación biológica está en disputa.
Johann Georg Hiedler fue legitimado y considerado el abuelo paterno oficialmente aceptado de Adolf Hitler. Sea o no en realidad el abuelo paterno biológico de Hitler sigue siendo desconocido, ya que no fue puesto como el padre en el acta de nacimiento de Alois Schicklgruber, pero la mayoría de los historiadores están de acuerdo en que el padre de éste fue Johann Georg Hiedler. Se casó con su primera esposa en 1824, pero ella murió al dar a luz cinco meses después. En 1842, se casó con Maria Anna Schicklgruber y se convirtió en el padrastro legal de su ilegítimo hijo de cinco años de edad, Alois Schicklgruber.
Johann Nepomuk Hiedler (también conocido como Johann Nepomuk Hüttler) fue nombrado en honor al santo bohemio Juan Nepomuceno. Algunos ven este nombre como prueba de que Johann Nepomuk Hiedler y por lo tanto su bisnieto Adolf Hitler tenían un poco de sangre checa. Sin embargo, Johann von Pomuk / Johann Nepomuk fue un santo importante para bohemios tanto de etnias alemana como checa. El nombre de "Nepomuk" se limita a indicar lazos con Bohemia, sin indicación de su origen étnico. Johann Nepomuk Hiedler se convirtió en un granjero relativamente próspero y estaba casado con Eva Maria Decker (1792-1873), quien era quince años mayor que él.

## El padre de Alois Hitler

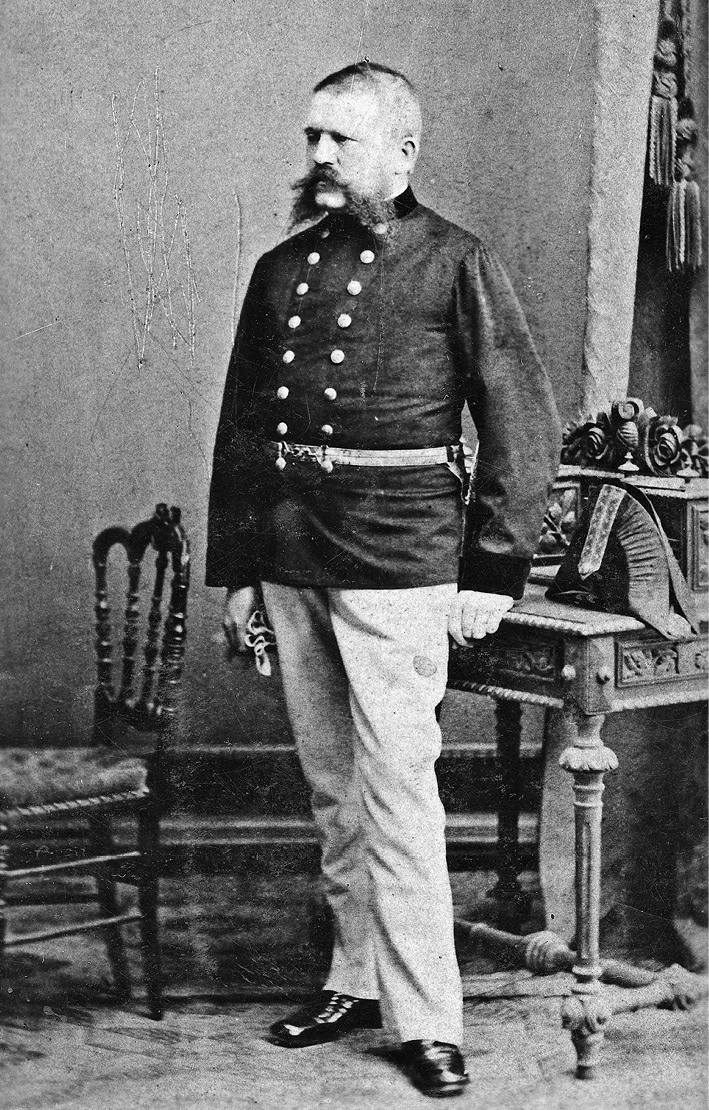
Alois Hitler, padre de Adolf Hitler

La identidad del verdadero padre de Alois Hitler se disputa. Legalmente, Johann Nepomuk Hiedler fue el tío de Alois Schicklgruber (más tarde Alois Hitler), hijastro de su hermano Johann Georg Hiedler, molinero errante. Por razones desconocidas, cuando Alois Schicklgruber era un niño, lo adoptó y lo crio. Es posible que Johann Nepomuk Hiedler fuera el padre biológico de Alois Schicklgruber, no pudiendo reconocerlo públicamente debido a su matrimonio. Una explicación más sencilla es la de que se compadeció de Alois Schicklgruber al morir su madre, Maria Schicklgruber, cuando aquel tenía diez años de edad. Johann Nepomuk Hiedler murió el 17 de septiembre de 1888.
En cualquier caso, cuando murió, Johann Nepomuk Hiedler le dejó a Alois Schicklgruber una parte considerable de sus ahorros. La nieta de Johann Nepomuk Hiedler, Klara Pölzl, tuvo un romance de larga duración con Alois Schicklgruber antes de casarse con él en 1885 después de la muerte de su segunda esposa. En 1889, dio a luz a Adolf Hitler.
Más tarde se dijo que Johann Georg Hiedler era el padre biológico de Alois, concebido antes de su matrimonio con Maria Schicklgruber, aunque Alois había sido declarado ilegítimo en sus papeles de certificados de nacimiento y de bautismo. En 1877, veinte años después de la muerte de Johann Georg Hiedler y casi treinta años después de la muerte de Maria Schicklgruber, Alois Schicklgruber fue declarado legalmente hijo de Johann Georg Hiedler.
En consecuencia, Johann Georg Hiedler es una de las tres personas más citadas por los historiadores modernos por haber sido, posiblemente, el abuelo paterno biológico de Adolf Hitler. Las otras dos posibilidades son Johann Nepomuk Hiedler, el hermano menor de Johann Georg Hiedler y un judío de Graz con el nombre de Leopold Frankenberger (teoría que extendió el exnazi Hans Frank durante los juicios de Núremberg). En la década de 1950, la tercera posibilidad se hizo popular entre los historiadores, pero los historiadores modernos ahora han llegado a la conclusión de que la especulación de Frank no es fiable ya que tiene muchas contradicciones. Según Frank, Maria Schicklgruber vino de "Leonding, cerca de Linz", cuando en realidad vino de la aldea de Strones, cerca del pueblo de Döllersheim. Además, no se ha encontrado evidencia alguna de que existiera un "Frankenberger". Los judíos fueron expulsados de Estiria (que incluye Graz) en el siglo XV y no se les permitió regresar hasta la década de 1860, varias décadas después del nacimiento de Alois Schicklgruber.
Johann Georg Hiedler fue posteriormente legitimado y aceptado oficialmente como abuelo paterno de Adolf Hitler por el Tercer Reich. La cuestión de si es o no el abuelo paterno biológico de Hitler sigue abierta, ya que no figura como padre en la partida de nacimiento de Alois Schicklgruber, lo que ha provocado especulación. Sin embargo, esta teoría se ha considerado las más plausible y ampliamente aceptada. El historiador alemán Joachim Fest escribió:
La indulgencia que habitualmente se dedica a los orígenes de un hombre está fuera de lugar en el caso de Adolf Hitler, que hizo la prueba documental de la ascendencia aria una cuestión de vida o muerte para millones de personas, pero no poseía tal documento. Él no sabía quien era su abuelo. La investigación intensiva en sus orígenes, las cuentas de las cuales han sido distorsionadas por las leyendas de propaganda y que son, en cualquier caso confusas y turbias, han fracasado hasta ahora en producir una imagen clara. Versiones nacionalsocialistas rozaron los hechos y resaltaron, por ejemplo, que la población de la llamada Waldviertel, de la que provino Hitler, había sido "tribal de Alemania desde el período de las grandes migraciones", o más en general, de que Hitler había "absorbido las poderosas fuerzas de este paisaje de granito alemán en su sangre a través de su padre".

## Familia Pölzl
Johanna Hiedler, la hija de Johann Nepomuk Hiedler y Eva Hiedler (de soltera Decker) nació el 19 de enero de 1830 en Spital (parte de Weitra) en el Waldviertel de Baja Austria.
Vivió toda su vida allí y se casó con Johann Baptist Pölzl (1825-1901), un campesino hijo de Johann Pölzl y Juliana (Walli) Pölzl. Johanna y Johann Pölzl tuvieron cinco hijos y seis hijas, de los cuales dos hijos y tres hijas sobrevivieron hasta la edad adulta, las tres hijas son Klara, Johanna y Theresia.

## Década de 1870
A la edad de treinta y seis años, Alois Hitler se casó por primera vez, con Anna Glasl-Hörer, que era una adinerada hija de un funcionario de aduanas de cincuenta años de edad. Ella estaba enferma cuando Alois Hitler se casó con ella y era o una inválida o se convirtió en una poco después. No mucho tiempo después de casarse con ella, Alois Hitler comenzó una aventura con Franziska "Fanni" Matzelsberger, de diecinueve años de edad, una de las jóvenes sirvientas empleadas en la hostería "Pommer" en la casa # 219 en la ciudad de Braunau am Inn, donde el alquiló la planta superior como alojamiento. Smith afirma que Alois Hitler tuvo numerosas aventuras en la década de 1870, y como resultado su esposa inició acciones legales; el 7 de noviembre de 1880 Alois y Anna Hitler se separan de mutuo acuerdo. Matzelsberger se convirtió en la novia de Hitler, que entonces tenía cuarenta y tres años, pero no podían casarse ya que bajo el derecho canónico de la Iglesia católica, no se permite el divorcio. En 1876, tres años después de que Alois Hitler se casara con Anna Glasl-Hörer, contrató a Klara Pölzl como sirvienta doméstica. Ella era la nieta de dieciséis años de edad de su tíastro (y posible tío biológico o padre) Johann Nepomuk. Si Nepomuk fue el padre de Alois Hitler, Klara Pölzl era la media sobrina de Alois Hitler. Si su padre era Johann Georg, era su prima hermana. Matzelsberger exigió que la "sirvienta" Klara Pölzl encontrara otro trabajo y Alois Hitler despidió a Pölzl.

## Década de 1880

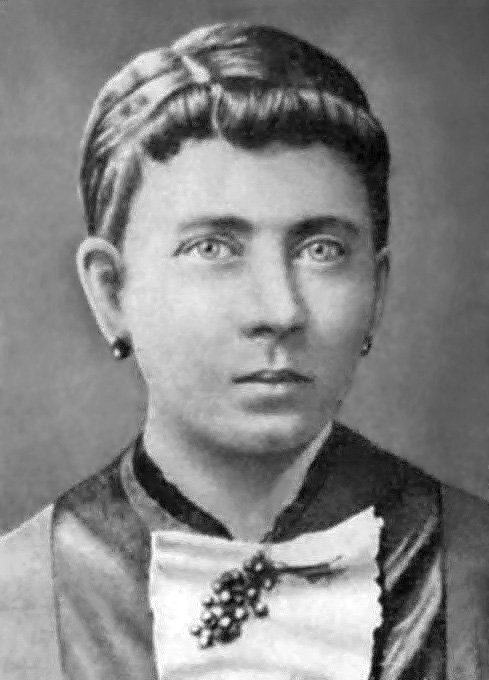
Klara Hitler, de soltera Pölzl, esposa de Alois Hitler y madre de Adolf Hitler

El 13 de enero de 1882, Matzelsberger dio luz al hijo ilegítimo de Hitler, también llamado Alois, pero como no estaban casados, el niño se llamó Alois Matzelsberger. Hitler mantuvo a Matzelsberger como su esposa mientras su cónyuge legítima Anna Hitler permanecía muy enferma y murió el 6 de abril de 1883. Al mes siguiente, el 22 de mayo en una ceremonia en Braunau con funcionarios de aduanas compañeros como padrinos, Hitler, de cuarenta y cinco años, se casó con Matzelsberger, de veintiún años. Él entonces legitimó a su hijo como Alois Hitler Jr.. Matzelsberger fue a Viena para dar a luz a Angela Hitler. Cuando tenía apenas veintitrés años, adquirió un trastorno pulmonar enfermando gravemente. Ella se trasladó a Ranshofen, un pequeño pueblo cerca de Braunau. Durante los últimos meses de vida de Matzelsberger, Klara Pölzl regresó a casa de Alois Hitler para cuidar a la enferma y sus dos hijos. Matzelsberger murió en Ranshofen el 10 de agosto de 1884 a la edad de veintitrés años. Después de su muerte, Klara Pölzl permaneció en la casa de Hitler como ama de llaves.
Pölzl pronto quedó embarazada de Alois Hitler. Smith escribe que si Hitler hubiera tenido la libertad de hacer lo que quería, él se habría casado con Pölzl de inmediato, pero a causa de la declaración jurada acerca de su paternidad, Hitler era ahora legalmente primo de Pölzl, siendo parientes demasiado cercanos para casarse. Presentó un recurso ante la iglesia para una exención humanitaria. El permiso llegó y el 7 de enero de 1885 se celebró la boda en las habitaciones alquiladas por Hitler en la planta superior de la hostería "Pommer". Una comida fue servida para los pocos invitados y padrinos. Hitler se fue a trabajar por el resto del día. Incluso Klara encontró que la boda había sido una ceremonia corta. A lo largo del matrimonio, ella continuó llamándolo tío.
El 17 de mayo de 1885, cinco meses después de la boda, la nueva señora Klara Hitler dio a luz a su primer hijo, Gustav. Un año más tarde, el 25 de septiembre de 1886, dio a luz a una hija, Ida. Su hijo Otto siguió a Ida en 1887, pero murió poco después de nacer. Durante el invierno de 1887-1888, la difteria golpeó el hogar de los Hitler, lo que resultó en la muerte de ambos niños, Gustav (8 de diciembre) e Ida (2 de enero). Klara y Alois Hitler habían estado casados durante tres años, y todos sus hijos habían muerto, pero Alois Hitler todavía tenía los hijos de su matrimonio con Matzelsberger, Alois Jr., y Angela. El 20 de abril de 1889, Klara Hitler dio a luz a Adolf Hitler.

## Década de 1890

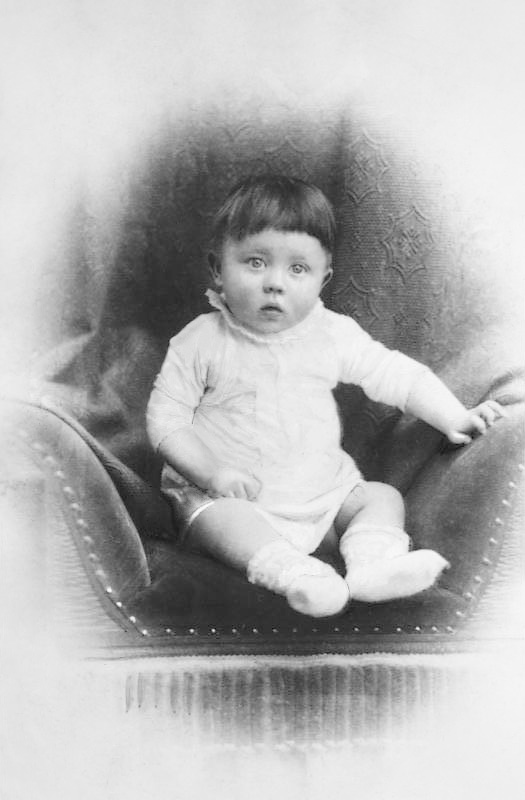
El pequeño Adolf Hitler, hijo de Alois y Klara Hitler

Adolf Hitler era un niño enfermizo, y su madre se preocupaba por él. Alois Hitler tenía cincuenta y un años cuando él nació, tenía poco interés en la crianza de los hijos y dejaba todo relacionado con la crianza a su esposa. Cuando no estaba en el trabajo, estaba en una taberna u ocupado con su pasatiempo: la apicultura. En 1892, Alois Hitler fue trasladado de Braunau a Passau. Él tenía cincuenta y cinco años, Klara treinta y dos, Alois Jr. diez, Angela nueve y Adolf tres años. En 1894, Alois Hitler fue reasignado a Linz. Klara Hitler dio a luz a su quinto hijo, Edmund, el 24 de marzo de 1894, por lo que se decidió que ella y los niños se quedarían en Passau por el momento.
En febrero de 1895, Alois Hitler compró una casa en una parcela de 9 acres (36 000 m²) en Hafeld cerca de Lambach, aproximadamente 30 millas (48 km) al suroeste de Linz. La finca se llamaba Rauscher Gut. Se mudó con su familia a la granja y se jubiló el 25 de junio de 1895 a la edad de cincuenta y ocho años después de cuarenta años en el servicio de aduanas. Encontró la agricultura difícil, perdió dinero, y el valor de la propiedad se redujo. El 21 de enero de 1896, Paula Hitler nació.
Alois Hitler estaba ahora a menudo en casa con su familia. Tenía cinco hijos de edades comprendidas entre la infancia hasta los catorce; Smith sugiere, que les gritó a los niños casi continuamente y hacía largas visitas a la taberna local. Robert G. L. Waite señaló: "Incluso uno de sus amigos más cercanos admitió que Alois era 'terriblemente áspero' con su esposa [Klara] y 'casi nunca habló una palabra para ella en casa.'" Si Alois Hitler estaba de mal humor, molestaba a los niños mayores o a la misma Klara, delante de ellos.
Después de que Alois Hitler y su hijo mayor Alois Jr. Hitler mantuvieran una relación tensa y violenta, Alois Jr. Hitler se fue de casa a los catorce años, y el anciano Alois juró que nunca le daría al chico ni un centavo de la herencia más allá de lo que requiere la ley. Al parecer, también eran tensas sus relaciones con su madrastra Klara Hitler. Después de trabajar como aprendiz de camarero en el hotel Shelbourne de Dublín, Irlanda, fue detenido por robo y cumplió una condena de cinco meses en 1900, seguido por una condena de ocho meses en 1902.

## Década de 1900
Edmund, el más joven muchacho Hitler, murió de sarampión el 2 de febrero de 1900. Alois quería que su hijo Adolf buscara una carrera en el servicio civil. Sin embargo, Adolf se había vuelto tan alienado de su padre, que rechazó cualquiera de los deseos de Alois. Adolf se burló de la idea de una vida dedicada a cumplir mezquinas reglas. Alois intentó intimidar a su hijo a la obediencia mientras Adolf hizo todo lo posible para ser lo contrario de lo que su padre quería.
Alois Hitler murió en 1903, dejando a Klara una pequeña pensión del gobierno. Ella vendió la casa en Leonding y se trasladó con el joven Adolf y Paula a un apartamento en Linz, donde vivían frugalmente. Tres o cuatro años después, un tumor se le diagnosticó en un pecho. Después de una larga serie de dolorosos tratamientos con yodoformo, administrados por su médico Eduard Bloch, Klara murió en su casa en Linz el 21 de diciembre de 1907. Adolf y Paula estaban a su lado. Los hermanos se quedaron solo con algún tipo de apoyo financiero de la pensión de su madre y su modesto patrimonio. Klara fue enterrada en Leonding.
Adolf Hitler tenía una relación muy estrecha con su madre, su muerte le oprimió y llevó ese dolor por el resto de su vida. Hablando de Hitler, Bloch más tarde recordó que tras la muerte de Klara, jamás había visto en "un hombre joven tanto dolor y sufrimiento".
El 14 de septiembre de 1903, Angela Hitler, media hermana de Adolf, se casó con Leo Raubal (11 de junio de 1879 - 10 de agosto de 1910), un inspector fiscal, y el 12 de octubre de 1906 dio a luz un hijo, Leo. El 4 de junio de 1908 Angela dio a luz a Geli y en 1910 a una segunda hija, Elfriede (Elfriede Maria Hochegger, 10 de enero de 1910 - 24 de septiembre de 1993).

## Década de 1910
En 1909, Alois Hitler Jr. conoció a una irlandesa de nombre Bridget Dowling en el Dublin Horse Show. Se fugó a Londres y se casaron el 3 de junio de 1910. William Dowling, el padre de Bridget, amenazó con denunciar a Alois para que este fuera arrestado por secuestro, pero Bridget lo disuadió. La pareja se instaló en Liverpool, donde su hijo William Patrick Hitler nació en 1911. La familia vivía en un piso en el 102 de Upper Stanhope Street. La casa fue destruida en el último ataque aéreo alemán en Liverpool el 10 de enero de 1942. Nada quedó de la casa o las que la rodeaban, y el área fue finalmente despejada y cubierta de pasto. Las memorias de Bridget Dowling afirman que Adolf Hitler vivió con ellos en Liverpool entre 1912 y 1913 mientras él estaba en la carrera por esquivar el servicio militar obligatorio en su nativa Austria-Hungría, pero la mayoría de los historiadores descartan esta historia como una ficción inventada para hacer el libro más atractivo para los editores. Alois intentó hacer dinero mediante la ejecución de un pequeño restaurante en Dale Street, una casa de huéspedes y un hotel en Mount Pleasant, todos los cuales fracasaron. Alois Jr. dejó a su familia en 1914 y regresó solo al imperio alemán para establecerse en el seguro negocio de la barbería.
Paula se había trasladado a Viena, donde trabajó como secretaria. No tuvo contacto con Adolf durante el período que comprende sus años difíciles como pintor en Viena y más tarde Múnich, el servicio militar durante la Primera Guerra Mundial y las actividades políticas tempranas de vuelta en Múnich. Estaba encantada de recibirle de nuevo en Viena durante la década de 1920, aunque más tarde afirmó que se había sentido angustiada por su posterior fama creciente.

## Primera Guerra Mundial

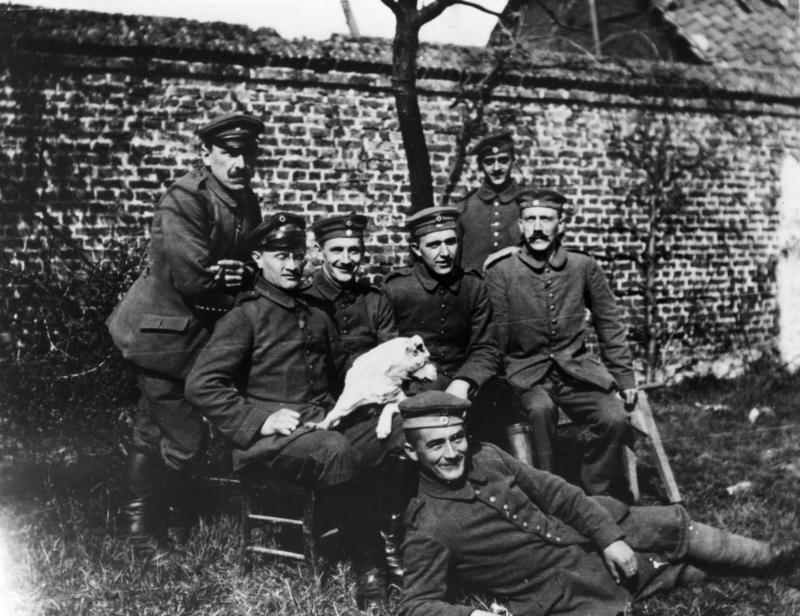
Hitler con sus compañeros de guerra, 1914

Cuando la Primera Guerra Mundial estalló, Alois Jr. se quedó varado en Alemania y fue imposible para su esposa e hijo reunirse con él. Se casó con otra mujer, Hedwig Heidemann (o Hedwig Mickley), en 1916. Después de la guerra, una tercera parte informó a Bridget que él supuestamente estaba muerto.
Con el estallido de la Primera Guerra Mundial, Hitler era un residente de Múnich y se ofreció como voluntario para servir en el Ejército de Baviera como ciudadano austriaco. El caso de Hitler no era excepcional, ya que no era el único soldado austríaco en la Lista del Regimiento. Es probable que Hitler fue aceptado en el ejército bávaro, ya sea simplemente porque nadie le había preguntado si era o no un ciudadano alemán cuando por primera vez se ofreció voluntariamente o porque las autoridades de reclutamiento eran felices de aceptar cualquier voluntario y simplemente no les importaba cuál era la nacionalidad de Hitler, o porque él podría haber dicho a las autoridades bávaras que tenía la intención de convertirse en ciudadano alemán. No lo podemos saber.
Sirvió como despacho corredor en el frente occidental en Francia y en Bélgica, gastando casi la mitad de su tiempo detrás de las líneas del frente. Estuvo presente en la Primera batalla de Ypres, la batalla del Somme, la batalla de Arras, y la batalla de Passchendaele, y resultó herido en la de Somme.
Fue condecorado por su valentía, recibiendo la Cruz de Hierro de segunda clase en 1914. Recomendado por Hugo Gutmann, recibió la Cruz de Hierro de Primera Clase, el 4 de agosto de 1918, una condecoración raramente concedida a alguien con el rango de Hitler (Gefreiter). El que Hitler se mantuviera en la sede del regimiento, proporcionándole interacciones frecuentes con los oficiales de alto rango, puede haber ayudado a que recibiera esta condecoración. A pesar de que sus acciones premiadas pueden haber sido valientes, eran probablemente no muy excepcionales. Él también recibió la Medalla de herido el 18 de mayo de 1918.
Durante su servicio en la sede, Hitler continuó con sus obras artísticas, dibujando bocetos, e instrucciones para un periódico del ejército. Durante la Batalla del Somme en octubre de 1916, fue herido, ya sea en el área de la ingle o en el muslo izquierdo por un proyectil.
Hitler pasó casi dos meses en el hospital de la Cruz Roja en Beelitz, volviendo a su regimiento, el 5 de marzo de 1917. El 15 de octubre de 1918, fue cegado temporalmente por un ataque de gas mostaza y fue hospitalizado en Pasewalk. Si bien Hitler no se enteró de la derrota de Alemania,, al recibir esta noticia sufrió un segundo ataque de ceguera.
Hitler se llenó de amargura por el colapso del esfuerzo de guerra, y su desarrollo ideológico comenzó a tomar forma con firmeza. Él describió la guerra como "la más grande de todas las experiencias", y fue elogiado por sus comandantes por su valentía. La experiencia reforzó su apasionado patriotismo alemán y estaba sorprendido por la capitulación alemana en noviembre de 1918. Al igual que otros nacionalistas alemanes, creía en la Dolchstoßlegende (leyenda de la puñalada por la espalda), que afirmaba que el ejército alemán, "invicto en el campo", había sufrido "una puñalada por la espalda" en el frente interno por los líderes civiles y los marxistas, más tarde conocidos como los "criminales de noviembre".
El Tratado de Versalles estipulaba que Alemania debía renunciar a varios de sus territorios y la desmilitarización de la Renania. El tratado impuso sanciones económicas y reparaciones gravemente pesadas para el país. Muchos alemanes percibieron el tratado- en especial el artículo 231, que declaraba a Alemania responsable de la guerra- como una humillación. El Tratado de Versalles y las condiciones económicas, sociales y políticas en Alemania después de la guerra fueron posteriormente explotadas por Hitler para sus ganancias políticas.

## Década de 1920
El 14 de marzo de 1920, Heinrich "Heinz" Hitler nació como hijo de Alois Jr. y su segunda esposa, Hedwig Heidemann. En 1924, Alois Jr. fue procesado por bigamia, pero absuelto debido a la intervención de Bridget Dowling en su nombre. Su hijo mayor, William Patrick, se quedó con Alois y su nueva familia durante sus primeros viajes a la República de Weimar (Alemania) a finales de la década de 1920 y principios de 1930.
Cuando Adolf fue confinado en Landsberg, Angela Hitler hizo el viaje desde Viena para visitarlo. Las hijas de Angela, Geli y Elfriede, acompañaron a su madre cuando ella se convirtió en ama de llaves de Hitler en 1925; Geli Raubal tenía 17 años en aquel tiempo y pasó los siguientes seis años en estrecho contacto con su medio tío. Su madre le dio una posición como ama de llaves en el Berghof cerca de Berchtesgaden en 1928. Geli se mudó con Hitler a su departamento en Múnich en 1929, cuando se matriculó en la Universidad Ludwig Maximilian para estudiar Medicina. Ella no completó sus estudios de medicina.
Cuando él llegó al poder como líder del Partido Nazi, Adolf mantuvo un estricto control sobre su media sobrina y se comportó de una manera dominante y posesiva. Cuando descubrió que estaba teniendo una relación con su chófer, Emil Maurice, puso fin al asunto y destituyó a Maurice de su servicio. Después él no le permitía asociarse libremente con amigos, y trató de que él mismo o alguien de confianza estuviera a su lado en todo momento, acompañándola en compras, excursiones, al cine y a la ópera.
Adolf conoció a Eva Braun, 23 años menor que él, en el estudio fotográfico de Heinrich Hoffmann en Múnich en octubre de 1929. De vez en cuando había tenido breves relaciones sentimentales con otras mujeres, como la hija de Hoffmann, Henrietta, y María Reiter.

## Década de 1930
Algunos historiadores creen que Hitler tuvo una relación sexual con su media sobrina, Geli, quien se suicidó en 1931.
Después de tener poco contacto con su hermano Adolf, Paula estaba encantada de recibirlo de nuevo en Viena durante la década de 1930. Por su propia cuenta, después de perder un trabajo con una compañía de seguros de Viena en 1930, cuando sus empleadores se enteraron de quién era ella, Paula recibió apoyo financiero de su hermano (que continuó hasta su suicidio a finales de abril de 1945).
Vivía bajo el apellido Wolf a petición de Hitler (este fue un apodo de su infancia que también había utilizado durante la década de 1920 por razones de seguridad) y trabajó esporádicamente. Más tarde afirmó haber visto a su hermano una vez al año durante la década de 1930 y principios de 1940.
En 1934, Alois Jr. estableció un restaurante en Berlín que se convirtió en un lugar de encuentro para la SA. Se las arregló para mantener el restaurante abierto durante la Segunda Guerra Mundial.
Angela desaprobó fuertemente la relación de Adolf con Eva Braun, ella finalmente dejó Berchtesgaden como resultado y se trasladó a Dresde. Hitler rompió relaciones con Angela y no asistió a su segunda boda. El 20 de enero de 1936 se casó con el arquitecto alemán Martin Hammitzsch, el director de la Escuela Estatal Superior de Edificación de Dresde.

## Segunda Guerra Mundial
Como Adolf llevó a Alemania a la Segunda Guerra Mundial, él se distanció de su familia. A pesar de estar cada vez más distanciados después de la desaprobación de la relación de Adolf con Eva Braun, Angela y Adolf eventualmente restablecieron contacto durante la guerra.
Angela era su intermediaria con el resto de la familia, porque él no quería tener contacto con la misma. En 1941, vendió sus memorias de sus años con Hitler a la editorial Eher Verlag, que le pagó 20,000 Reichsmark. Mientras tanto, Alois Jr. siguió administrando su restaurante durante toda la duración de la guerra. Fue arrestado por los británicos pero fue liberado cuando se hizo evidente que no había jugado ningún papel en el régimen de su hermano.
Un par de los familiares de Adolf sirvieron en la Alemania nazi durante la guerra. El sobrino de Adolf, Heinz Hitler, era miembro del Partido Nazi. Asistió a una academia militar de élite nazi, el Instituto Nacional de Política de Educación (Napola) en Ballenstedt / Sajonia-Anhalt. Aspirando a ser un oficial, Heinz se unió a la Wehrmacht en 1941, y participó en la invasión de la Unión Soviética, la Operación Barbarroja. El 10 de enero de 1942, fue capturado por las fuerzas soviéticas y enviado a la prisión militar de Butyrka, en Moscú, donde murió, con 21 años, después de varios interrogatorios y torturas.
Otro sobrino de Adolf, Leo Rudolf Raubal, había ingresado en la Luftwaffe. Fue herido en enero de 1943 durante la Batalla de Stalingrado, y Friedrich Paulus pidió a Hitler un avión para evacuar a Raubal a Alemania. Hitler se negó y Raubal fue capturado por los soviéticos el 31 de enero de 1943. Hitler dio la orden de revisar la posibilidad de un intercambio de prisioneros con los soviéticos con el hijo de Stalin Yakov Dzhugashvili, quien estaba en cautiverio alemán desde el 16 de julio de 1941. Stalin se negó a intercambiar, ya sea para Raubal para Friedrich Paulus, y dijo que "la guerra es la guerra".
En la primavera de 1945, después de la destrucción de Dresde en el bombardeo de la ciudad, Adolf trasladó a Angela a Berchtesgaden para evitar que fuera capturada por los soviéticos. También dejó a ella y a su hermana menor Paula más de 100 000 Reichsmark. Paula apenas vio a su hermano durante la guerra. Existe alguna evidencia de que Paula compartió fuertes creencias nacionalistas con su hermano, pero ella no era políticamente activa y nunca se unió al Partido Nazi. Durante los últimos días de la guerra, a la edad de 49, ella fue conducida a Berchtesgaden, Alemania, al parecer por orden de Martin Bormann.
Adolf y Eva Braun se suicidaron en el Führerbunker el 30 de abril de 1945.

## Posguerra
En su testamento, Hitler garantizó a Angela una pensión de 1000 Reichsmark mensuales. No se sabe si alguna vez recibió un centavo de esa suma. Sin embargo, ella habló muy bien de él, incluso después de la guerra, y afirmó que ni su hermano ni ella misma habían sabido nada sobre el Holocausto. Ella declaró que si Adolf hubiera sabido lo que estaba pasando en los campos de concentración, los habría detenido.
La hermana de Adolf, Paula, fue arrestada por oficiales de inteligencia estadounidenses en mayo de 1945 e interrogada más tarde ese año. La transcripción muestra que uno de los agentes señaló su parecido físico con su hermano. Ella les dijo que los rusos habían confiscado su casa en Austria, los estadounidenses habían expropiado su apartamento de Viena y que estaba tomando lecciones de inglés. Ella describió su relación infantil con su hermano como constantes peleas y fuerte afecto.
Paula dijo que no se atrevía a creer que su hermano había sido responsable del Holocausto. También les dijo que había visto a Eva Braun solo una vez. Paula fue liberada de la custodia de Estados Unidos y regresó a Viena donde vivió de sus ahorros por un tiempo, luego trabajó en un taller de artes y oficios.
Otros familiares de Adolf Hitler fueron abordados por los soviéticos. En mayo de 1945, cinco de los familiares de Adolf Hitler fueron arrestados, sus primos hermanos, María, Georg, y Eduard Schmidt, junto con el marido de María, Ignaz Koppensteiner, su hijo Adolf, y Johann Schmidt, Jr., hijo de María y su ya fallecido hermano Eduard Johann. Koppensteiner fue arrestado por los soviéticos sobre la base de que "aprueba los planes criminales [de Hitler] en contra de la URSS."
Murió en una prisión de Moscú en 1949. Tanto Eduard como María murieron en manos de los soviéticos en 1951 y 1953, respectivamente. Johann Jr. fue puesto en libertad en 1955. Estos familiares fueron a título póstumo indultados por Rusia en 1997.
En 1952, Paula Hitler se mudó a Berchtesgaden, Alemania, al parecer residió "en reclusión" en un piso de dos habitaciones como Paula Wolff. Durante este tiempo, fue atendida por antiguos miembros de la SS y por supervivientes del círculo íntimo de su hermano. En febrero de 1959, accedió a ser entrevistada por Peter Morley, un productor de documentales para la cadena británica de televisión Associated-Rediffusion. La conversación resultante fue la única entrevista filmada que jamás concedió y fue transmitida como parte de un programa que se llamó Tiranía: Los años de Adolf Hitler. Habló sobre todo acerca de la infancia de Hitler.
Angela murió de un infarto el 30 de octubre de 1949.
Su hermano, Alois Jr., murió el 20 de mayo de 1956 en Hamburgo. Paula, última hermana sobreviviente de Adolf, murió el 1 de junio de 1960, a la edad de 64 años.

## Hijos
Se ha dicho que Hitler tenía un hijo ilegítimo, Jean-Marie Loret, con una francesa llamada Charlotte Lobjoie. Jean-Marie Loret nació en marzo de 1918 y murió en 1985, a los 67 años de edad. Loret se casó varias veces, y tuvo un máximo de nueve hijos. El abogado de su familia ha sugerido que, si la descendencia de Hitler se pudiera comprobar, la familia podría ser capaz de reclamar los derechos de autor del libro de Hitler, Mein Kampf. Sin embargo, varios historiadores como Anton Joachimsthaler, y Sir Ian Kershaw, alegan que la paternidad de Hitler es poco probable o imposible de probar.

## Lista de miembros de la familia

### Directa
- Adolf Hitler (1889-1945), canciller alemán
- Alois Hitler, Sr. (1837-1903), padre
- Anna Glasl-Hörer, primera esposa de su padre (sin descendencia)
- Franziska Matzelberger, segunda esposa de su padre, madre de Alois Jr. y Angela
- Klara Hitler (1860-1907), madre, tercera esposa de su padre
- Alois Hitler Jr. (nacido Matzelsberger) (1882-1956), medio hermano mayor (por parte de padre), hijo de Franziska
- Angela Hitler (1883-1949), medio hermana mayor (por parte de padre), hija de Franziska
  - Cuatro de los hermanos de Adolf murieron en la infancia o la niñez temprana por enfermedades:
    - Gustav Hitler (1885-1887), murió de difteria
    - Ida Hitler (1886-1888), murió de difteria
    - Otto Hitler (1887-1887), murió de difteria
    - Edmund Hitler (1894-1900), murió de sarampión
- Paula Hitler (1896-1960), hermana carnal menor y única hermana que sobrevivió hasta la edad adulta

### Lateral
- Geli Raubal, sobrina, hija de Angela
- Bridget Dowling, primera cuñada por parte de Alois Jr.
- Heinz Hitler, sobrino por parte de Alois Jr. y su segunda esposa Hedwig Heidemann
- Hedwig Heidemann, segunda cuñada por parte de Alois Jr.
- William Patrick Hitler, sobrino, nacido en Liverpool, Inglaterra, por parte de Alois Jr. y de su primera esposa, Bridget Dowling.

### Política
- Eva Braun (1912-1945), esposa
- Gretl Braun, cuñada, a través del matrimonio de Hitler con Eva Braun
- Ilse Braun, cuñada, a través del matrimonio de Hitler con Eva Braun

### Ascendente
- Johann Georg Hiedler (1792-1857), posible abuelo
- Johann Nepomuk Hiedler, bisabuelo materno, presumiblemente tío abuelo, y posiblemente el verdadero abuelo paterno de Hitler
- Leo Raubal Jr, sobrino
- Maria Schicklgruber (1795-1847), abuela paterna
- Johann Pölzl, abuelo materno
- Johanna Hiedler, abuela materna

## Árbol genealógico
Nota: Para simplificar, el primer (sin hijos) matrimonio de Alois Hitler (nacido en 1837) con Anna Glasl-Hörer ha sido excluido, además de cualquier matrimonio que puede haber ocurrido después de 1945.
|                             |                             |                             |                             |                                    |                                    |                                    |                                    |                                    |                                    |                                    |                                    |                                    |                                    |                                     |                                     |                                     |                                     |                                     |                                     | Stefan Hiedler (1672–?)            | Stefan Hiedler (1672–?)            | Stefan Hiedler (1672–?)            | Stefan Hiedler (1672–?)            | Stefan Hiedler (1672–?)         | Stefan Hiedler (1672–?)         |                                 |                                 | Agnes Capeller (1674–?)         | Agnes Capeller (1674–?)         | Agnes Capeller (1674–?)          | Agnes Capeller (1674–?)          | Agnes Capeller (1674–?)          | Agnes Capeller (1674–?)          |                                  |                                  |                                    |                                    |                                    |                                    |                                    |                                    |                               |                               |                               |                               |                              |                              |                              |                              |                             |                             |                         |                         |                         |                         |                         |                         |                           |                           |                           |                           |                                  |                                  |                                  |                                  |                                  |                                  |                           |                           |                            |                            |                            |                            |                            |                            |                          |                          |  |  |                       |                       |                       |                       |                       |                       |  |  |                           |                           |                           |                           |                           |                           |  |  |                          |                          |                          |                          |                          |                          |
|                             |                             |                             |                             |                                    |                                    |                                    |                                    |                                    |                                    |                                    |                                    |                                    |                                    |                                     |                                     |                                     |                                     |                                     |                                     | Stefan Hiedler (1672–?)            | Stefan Hiedler (1672–?)            | Stefan Hiedler (1672–?)            | Stefan Hiedler (1672–?)            | Stefan Hiedler (1672–?)         | Stefan Hiedler (1672–?)         |                                 |                                 | Agnes Capeller (1674–?)         | Agnes Capeller (1674–?)         | Agnes Capeller (1674–?)          | Agnes Capeller (1674–?)          | Agnes Capeller (1674–?)          | Agnes Capeller (1674–?)          |                                  |                                  |                                    |                                    |                                    |                                    |                                    |                                    |                               |                               |                               |                               |                              |                              |                              |                              |                             |                             |                         |                         |                         |                         |                         |                         |                           |                           |                           |                           |                                  |                                  |                                  |                                  |                                  |                                  |                           |                           |                            |                            |                            |                            |                            |                            |                          |                          |  |  |                       |                       |                       |                       |                       |                       |  |  |                           |                           |                           |                           |                           |                           |  |  |                          |                          |                          |                          |                          |                          |
|                             |                             |                             |                             |                                    |                                    |                                    |                                    |                                    |                                    |                                    |                                    |                                    |                                    |                                     |                                     |                                     |                                     |                                     |                                     |                                    |                                    |                                    |                                    |                                 |                                 |                                 |                                 |                                 |                                 |                                  |                                  |                                  |                                  |                                  |                                  |                                    |                                    |                                    |                                    |                                    |                                    |                               |                               |                               |                               |                              |                              |                              |                              |                             |                             |                         |                         |                         |                         |                         |                         |                           |                           |                           |                           |                                  |                                  |                                  |                                  |                                  |                                  |                           |                           |                            |                            |                            |                            |                            |                            |                          |                          |  |  |                       |                       |                       |                       |                       |                       |  |  |                           |                           |                           |                           |                           |                           |  |  |                          |                          |                          |                          |                          |                          |
|                             |                             |                             |                             |                                    |                                    |                                    |                                    |                                    |                                    |                                    |                                    |                                    |                                    |                                     |                                     |                                     |                                     |                                     |                                     |                                    |                                    |                                    |                                    | Johann Hiedler (1725–?)         | Johann Hiedler (1725–?)         | Johann Hiedler (1725–?)         | Johann Hiedler (1725–?)         | Johann Hiedler (1725–?)         | Johann Hiedler (1725–?)         |                                  |                                  | Maria Anna Neugesch- ?           | Maria Anna Neugesch- ?           | Maria Anna Neugesch- ?           | Maria Anna Neugesch- ?           | Maria Anna Neugesch- ?             | Maria Anna Neugesch- ?             |                                    |                                    |                                    |                                    |                               |                               |                               |                               |                              |                              |                              |                              |                             |                             |                         |                         |                         |                         |                         |                         |                           |                           |                           |                           |                                  |                                  |                                  |                                  |                                  |                                  |                           |                           |                            |                            |                            |                            |                            |                            |                          |                          |  |  |                       |                       |                       |                       |                       |                       |  |  |                           |                           |                           |                           |                           |                           |  |  |                          |                          |                          |                          |                          |                          |
|                             |                             |                             |                             |                                    |                                    |                                    |                                    |                                    |                                    |                                    |                                    |                                    |                                    |                                     |                                     |                                     |                                     |                                     |                                     |                                    |                                    |                                    |                                    | Johann Hiedler (1725–?)         | Johann Hiedler (1725–?)         | Johann Hiedler (1725–?)         | Johann Hiedler (1725–?)         | Johann Hiedler (1725–?)         | Johann Hiedler (1725–?)         |                                  |                                  | Maria Anna Neugesch- ?           | Maria Anna Neugesch- ?           | Maria Anna Neugesch- ?           | Maria Anna Neugesch- ?           | Maria Anna Neugesch- ?             | Maria Anna Neugesch- ?             |                                    |                                    |                                    |                                    |                               |                               |                               |                               |                              |                              |                              |                              |                             |                             |                         |                         |                         |                         |                         |                         |                           |                           |                           |                           |                                  |                                  |                                  |                                  |                                  |                                  |                           |                           |                            |                            |                            |                            |                            |                            |                          |                          |  |  |                       |                       |                       |                       |                       |                       |  |  |                           |                           |                           |                           |                           |                           |  |  |                          |                          |                          |                          |                          |                          |
|                             |                             |                             |                             |                                    |                                    |                                    |                                    |                                    |                                    |                                    |                                    |                                    |                                    |                                     |                                     |                                     |                                     |                                     |                                     |                                    |                                    | {{{}}}                             |                                    |                                 |                                 |                                 |                                 |                                 |                                 |                                  |                                  |                                  |                                  |                                  |                                  |                                    |                                    |                                    |                                    |                                    |                                    |                               |                               |                               |                               |                              |                              |                              |                              |                             |                             |                         |                         |                         |                         |                         |                         |                           |                           |                           |                           |                                  |                                  |                                  |                                  |                                  |                                  |                           |                           |                            |                            |                            |                            |                            |                            |                          |                          |  |  |                       |                       |                       |                       |                       |                       |  |  |                           |                           |                           |                           |                           |                           |  |  |                          |                          |                          |                          |                          |                          |
|                             |                             |                             |                             |                                    |                                    |                                    |                                    |                                    |                                    |                                    |                                    |                                    |                                    |                                     |                                     |                                     |                                     |                                     |                                     |                                    |                                    |                                    |                                    |                                 |                                 |                                 |                                 | Martin Hiedler (1762–1829)      | Martin Hiedler (1762–1829)      | Martin Hiedler (1762–1829)       | Martin Hiedler (1762–1829)       | Martin Hiedler (1762–1829)       | Martin Hiedler (1762–1829)       |                                  |                                  | Anna Maria Goschl (1760–1854)      | Anna Maria Goschl (1760–1854)      | Anna Maria Goschl (1760–1854)      | Anna Maria Goschl (1760–1854)      | Anna Maria Goschl (1760–1854)      | Anna Maria Goschl (1760–1854)      |                               |                               |                               |                               |                              |                              |                              |                              |                             |                             |                         |                         |                         |                         |                         |                         |                           |                           |                           |                           |                                  |                                  |                                  |                                  |                                  |                                  |                           |                           |                            |                            |                            |                            |                            |                            |                          |                          |  |  |                       |                       |                       |                       |                       |                       |  |  |                           |                           |                           |                           |                           |                           |  |  |                          |                          |                          |                          |                          |                          |
|                             |                             |                             |                             |                                    |                                    |                                    |                                    |                                    |                                    |                                    |                                    |                                    |                                    |                                     |                                     |                                     |                                     |                                     |                                     |                                    |                                    |                                    |                                    |                                 |                                 |                                 |                                 | Martin Hiedler (1762–1829)      | Martin Hiedler (1762–1829)      | Martin Hiedler (1762–1829)       | Martin Hiedler (1762–1829)       | Martin Hiedler (1762–1829)       | Martin Hiedler (1762–1829)       |                                  |                                  | Anna Maria Goschl (1760–1854)      | Anna Maria Goschl (1760–1854)      | Anna Maria Goschl (1760–1854)      | Anna Maria Goschl (1760–1854)      | Anna Maria Goschl (1760–1854)      | Anna Maria Goschl (1760–1854)      |                               |                               |                               |                               |                              |                              |                              |                              |                             |                             |                         |                         |                         |                         |                         |                         |                           |                           |                           |                           |                                  |                                  |                                  |                                  |                                  |                                  |                           |                           |                            |                            |                            |                            |                            |                            |                          |                          |  |  |                       |                       |                       |                       |                       |                       |  |  |                           |                           |                           |                           |                           |                           |  |  |                          |                          |                          |                          |                          |                          |
|                             |                             |                             |                             |                                    |                                    |                                    |                                    |                                    |                                    |                                    |                                    |                                    |                                    |                                     |                                     |                                     |                                     |                                     |                                     |                                    |                                    |                                    |                                    |                                 |                                 |                                 |                                 |                                 |                                 |                                  |                                  |                                  |                                  |                                  |                                  |                                    |                                    |                                    |                                    |                                    |                                    |                               |                               |                               |                               |                              |                              |                              |                              |                             |                             |                         |                         |                         |                         |                         |                         |                           |                           |                           |                           |                                  |                                  |                                  |                                  |                                  |                                  |                           |                           |                            |                            |                            |                            |                            |                            |                          |                          |  |  |                       |                       |                       |                       |                       |                       |  |  |                           |                           |                           |                           |                           |                           |  |  |                          |                          |                          |                          |                          |                          |
|                             |                             |                             |                             |                                    |                                    |                                    |                                    |                                    |                                    |                                    |                                    |                                    |                                    |                                     |                                     |                                     |                                     |                                     |                                     |                                    |                                    |                                    |                                    |                                 |                                 |                                 |                                 |                                 |                                 |                                  |                                  |                                  |                                  |                                  |                                  |                                    |                                    |                                    |                                    |                                    |                                    |                               |                               |                               |                               |                              |                              |                              |                              |                             |                             |                         |                         |                         |                         |                         |                         |                           |                           |                           |                           |                                  |                                  |                                  |                                  |                                  |                                  |                           |                           |                            |                            |                            |                            |                            |                            |                          |                          |  |  |                       |                       |                       |                       |                       |                       |  |  |                           |                           |                           |                           |                           |                           |  |  |                          |                          |                          |                          |                          |                          |
|                             |                             |                             |                             |                                    |                                    |                                    |                                    |                                    |                                    | Lorenz Hiedler                     | Lorenz Hiedler                     | Lorenz Hiedler                     | Lorenz Hiedler                     | Lorenz Hiedler                      | Lorenz Hiedler                      |                                     |                                     | Johannes Schicklgruber (1764–1847)  | Johannes Schicklgruber (1764–1847)  | Johannes Schicklgruber (1764–1847) | Johannes Schicklgruber (1764–1847) | Johannes Schicklgruber (1764–1847) | Johannes Schicklgruber (1764–1847) |                                 |                                 | Theresia Pfeisinger (1769–1821) | Theresia Pfeisinger (1769–1821) | Theresia Pfeisinger (1769–1821) | Theresia Pfeisinger (1769–1821) | Theresia Pfeisinger (1769–1821)  | Theresia Pfeisinger (1769–1821)  |                                  |                                  |                                  |                                  | Johann Nepomuk Hiedler (1807–1888) | Johann Nepomuk Hiedler (1807–1888) | Johann Nepomuk Hiedler (1807–1888) | Johann Nepomuk Hiedler (1807–1888) | Johann Nepomuk Hiedler (1807–1888) | Johann Nepomuk Hiedler (1807–1888) |                               |                               | Eva Maria Decker (1792–1873)  | Eva Maria Decker (1792–1873)  | Eva Maria Decker (1792–1873) | Eva Maria Decker (1792–1873) | Eva Maria Decker (1792–1873) | Eva Maria Decker (1792–1873) |                             |                             |                         |                         |                         |                         |                         |                         | Laurenz Pölzl (1788–1841) | Laurenz Pölzl (1788–1841) | Laurenz Pölzl (1788–1841) | Laurenz Pölzl (1788–1841) | Laurenz Pölzl (1788–1841)        | Laurenz Pölzl (1788–1841)        |                                  |                                  | Juliana Walli (1797–1831)        | Juliana Walli (1797–1831)        | Juliana Walli (1797–1831) | Juliana Walli (1797–1831) | Juliana Walli (1797–1831)  | Juliana Walli (1797–1831)  |                            |                            |                            |                            |                          |                          |  |  |                       |                       |                       |                       |                       |                       |  |  |                           |                           |                           |                           |                           |                           |  |  |                          |                          |                          |                          |                          |                          |
|                             |                             |                             |                             |                                    |                                    |                                    |                                    |                                    |                                    | Lorenz Hiedler                     | Lorenz Hiedler                     | Lorenz Hiedler                     | Lorenz Hiedler                     | Lorenz Hiedler                      | Lorenz Hiedler                      |                                     |                                     | Johannes Schicklgruber (1764–1847)  | Johannes Schicklgruber (1764–1847)  | Johannes Schicklgruber (1764–1847) | Johannes Schicklgruber (1764–1847) | Johannes Schicklgruber (1764–1847) | Johannes Schicklgruber (1764–1847) |                                 |                                 | Theresia Pfeisinger (1769–1821) | Theresia Pfeisinger (1769–1821) | Theresia Pfeisinger (1769–1821) | Theresia Pfeisinger (1769–1821) | Theresia Pfeisinger (1769–1821)  | Theresia Pfeisinger (1769–1821)  |                                  |                                  |                                  |                                  | Johann Nepomuk Hiedler (1807–1888) | Johann Nepomuk Hiedler (1807–1888) | Johann Nepomuk Hiedler (1807–1888) | Johann Nepomuk Hiedler (1807–1888) | Johann Nepomuk Hiedler (1807–1888) | Johann Nepomuk Hiedler (1807–1888) |                               |                               | Eva Maria Decker (1792–1873)  | Eva Maria Decker (1792–1873)  | Eva Maria Decker (1792–1873) | Eva Maria Decker (1792–1873) | Eva Maria Decker (1792–1873) | Eva Maria Decker (1792–1873) |                             |                             |                         |                         |                         |                         |                         |                         | Laurenz Pölzl (1788–1841) | Laurenz Pölzl (1788–1841) | Laurenz Pölzl (1788–1841) | Laurenz Pölzl (1788–1841) | Laurenz Pölzl (1788–1841)        | Laurenz Pölzl (1788–1841)        |                                  |                                  | Juliana Walli (1797–1831)        | Juliana Walli (1797–1831)        | Juliana Walli (1797–1831) | Juliana Walli (1797–1831) | Juliana Walli (1797–1831)  | Juliana Walli (1797–1831)  |                            |                            |                            |                            |                          |                          |  |  |                       |                       |                       |                       |                       |                       |  |  |                           |                           |                           |                           |                           |                           |  |  |                          |                          |                          |                          |                          |                          |
|                             |                             |                             |                             |                                    |                                    |                                    |                                    |                                    |                                    |                                    |                                    |                                    |                                    |                                     |                                     |                                     |                                     |                                     |                                     |                                    |                                    |                                    |                                    |                                 |                                 |                                 |                                 |                                 |                                 |                                  |                                  |                                  |                                  |                                  |                                  |                                    |                                    |                                    |                                    |                                    |                                    |                               |                               |                               |                               |                              |                              |                              |                              |                             |                             |                         |                         |                         |                         |                         |                         |                           |                           |                           |                           |                                  |                                  |                                  |                                  |                                  |                                  |                           |                           |                            |                            |                            |                            |                            |                            |                          |                          |  |  |                       |                       |                       |                       |                       |                       |  |  |                           |                           |                           |                           |                           |                           |  |  |                          |                          |                          |                          |                          |                          |
|                             |                             |                             |                             |                                    |                                    |                                    |                                    |                                    |                                    |                                    |                                    |                                    |                                    |                                     |                                     |                                     |                                     |                                     |                                     |                                    |                                    |                                    |                                    |                                 |                                 |                                 |                                 |                                 |                                 |                                  |                                  |                                  |                                  |                                  |                                  |                                    |                                    |                                    |                                    |                                    |                                    |                               |                               |                               |                               |                              |                              |                              |                              |                             |                             |                         |                         |                         |                         |                         |                         |                           |                           |                           |                           |                                  |                                  |                                  |                                  |                                  |                                  |                           |                           |                            |                            |                            |                            |                            |                            |                          |                          |  |  |                       |                       |                       |                       |                       |                       |  |  |                           |                           |                           |                           |                           |                           |  |  |                          |                          |                          |                          |                          |                          |
|                             |                             |                             |                             |                                    |                                    |                                    |                                    |                                    |                                    |                                    |                                    |                                    |                                    | Paternidad disputada: Leer detalles | Paternidad disputada: Leer detalles | Paternidad disputada: Leer detalles | Paternidad disputada: Leer detalles | Paternidad disputada: Leer detalles | Paternidad disputada: Leer detalles |                                    |                                    | Maria Schicklgruber (1795–1847)    | Maria Schicklgruber (1795–1847)    | Maria Schicklgruber (1795–1847) | Maria Schicklgruber (1795–1847) | Maria Schicklgruber (1795–1847) | Maria Schicklgruber (1795–1847) |                                 |                                 | Johann Georg Hiedler (1792–1857) | Johann Georg Hiedler (1792–1857) | Johann Georg Hiedler (1792–1857) | Johann Georg Hiedler (1792–1857) | Johann Georg Hiedler (1792–1857) | Johann Georg Hiedler (1792–1857) |                                    |                                    | Walburga Hiedler (1832–1900)       | Walburga Hiedler (1832–1900)       | Walburga Hiedler (1832–1900)       | Walburga Hiedler (1832–1900)       | Walburga Hiedler (1832–1900)  | Walburga Hiedler (1832–1900)  |                               |                               | Johanna Hiedler (1830–1906)  | Johanna Hiedler (1830–1906)  | Johanna Hiedler (1830–1906)  | Johanna Hiedler (1830–1906)  | Johanna Hiedler (1830–1906) | Johanna Hiedler (1830–1906) |                         |                         |                         |                         |                         |                         |                           |                           |                           |                           | Johann Baptist Pölzl (1828–1902) | Johann Baptist Pölzl (1828–1902) | Johann Baptist Pölzl (1828–1902) | Johann Baptist Pölzl (1828–1902) | Johann Baptist Pölzl (1828–1902) | Johann Baptist Pölzl (1828–1902) |                           |                           |                            |                            |                            |                            |                            |                            |                          |                          |  |  |                       |                       |                       |                       |                       |                       |  |  |                           |                           |                           |                           |                           |                           |  |  |                          |                          |                          |                          |                          |                          |
|                             |                             |                             |                             |                                    |                                    |                                    |                                    |                                    |                                    |                                    |                                    |                                    |                                    | Paternidad disputada: Leer detalles | Paternidad disputada: Leer detalles | Paternidad disputada: Leer detalles | Paternidad disputada: Leer detalles | Paternidad disputada: Leer detalles | Paternidad disputada: Leer detalles |                                    |                                    | Maria Schicklgruber (1795–1847)    | Maria Schicklgruber (1795–1847)    | Maria Schicklgruber (1795–1847) | Maria Schicklgruber (1795–1847) | Maria Schicklgruber (1795–1847) | Maria Schicklgruber (1795–1847) |                                 |                                 | Johann Georg Hiedler (1792–1857) | Johann Georg Hiedler (1792–1857) | Johann Georg Hiedler (1792–1857) | Johann Georg Hiedler (1792–1857) | Johann Georg Hiedler (1792–1857) | Johann Georg Hiedler (1792–1857) |                                    |                                    | Walburga Hiedler (1832–1900)       | Walburga Hiedler (1832–1900)       | Walburga Hiedler (1832–1900)       | Walburga Hiedler (1832–1900)       | Walburga Hiedler (1832–1900)  | Walburga Hiedler (1832–1900)  |                               |                               | Johanna Hiedler (1830–1906)  | Johanna Hiedler (1830–1906)  | Johanna Hiedler (1830–1906)  | Johanna Hiedler (1830–1906)  | Johanna Hiedler (1830–1906) | Johanna Hiedler (1830–1906) |                         |                         |                         |                         |                         |                         |                           |                           |                           |                           | Johann Baptist Pölzl (1828–1902) | Johann Baptist Pölzl (1828–1902) | Johann Baptist Pölzl (1828–1902) | Johann Baptist Pölzl (1828–1902) | Johann Baptist Pölzl (1828–1902) | Johann Baptist Pölzl (1828–1902) |                           |                           |                            |                            |                            |                            |                            |                            |                          |                          |  |  |                       |                       |                       |                       |                       |                       |  |  |                           |                           |                           |                           |                           |                           |  |  |                          |                          |                          |                          |                          |                          |
|                             |                             |                             |                             |                                    |                                    |                                    |                                    |                                    |                                    |                                    |                                    |                                    |                                    |                                     |                                     |                                     |                                     |                                     |                                     |                                    |                                    |                                    |                                    |                                 |                                 |                                 |                                 |                                 |                                 |                                  |                                  |                                  |                                  |                                  |                                  |                                    |                                    |                                    |                                    |                                    |                                    |                               |                               |                               |                               |                              |                              |                              |                              |                             |                             |                         |                         |                         |                         |                         |                         |                           |                           |                           |                           |                                  |                                  |                                  |                                  |                                  |                                  |                           |                           |                            |                            |                            |                            |                            |                            |                          |                          |  |  |                       |                       |                       |                       |                       |                       |  |  |                           |                           |                           |                           |                           |                           |  |  |                          |                          |                          |                          |                          |                          |
|                             |                             |                             |                             |                                    |                                    |                                    |                                    |                                    |                                    |                                    |                                    |                                    |                                    |                                     |                                     |                                     |                                     |                                     |                                     |                                    |                                    |                                    |                                    |                                 |                                 |                                 |                                 |                                 |                                 |                                  |                                  |                                  |                                  |                                  |                                  |                                    |                                    |                                    |                                    |                                    |                                    |                               |                               |                               |                               |                              |                              |                              |                              |                             |                             |                         |                         |                         |                         |                         |                         |                           |                           |                           |                           |                                  |                                  |                                  |                                  |                                  |                                  |                           |                           |                            |                            |                            |                            |                            |                            |                          |                          |  |  |                       |                       |                       |                       |                       |                       |  |  |                           |                           |                           |                           |                           |                           |  |  |                          |                          |                          |                          |                          |                          |
|                             |                             |                             |                             |                                    |                                    |                                    |                                    |                                    |                                    | Franziska Matzelberger (1861–1884) | Franziska Matzelberger (1861–1884) | Franziska Matzelberger (1861–1884) | Franziska Matzelberger (1861–1884) | Franziska Matzelberger (1861–1884)  | Franziska Matzelberger (1861–1884)  |                                     |                                     |                                     |                                     |                                    |                                    |                                    |                                    |                                 |                                 | Alois Hitler (1837–1903)        | Alois Hitler (1837–1903)        | Alois Hitler (1837–1903)        | Alois Hitler (1837–1903)        | Alois Hitler (1837–1903)         | Alois Hitler (1837–1903)         |                                  |                                  |                                  |                                  |                                    |                                    |                                    |                                    |                                    |                                    |                               |                               |                               |                               |                              |                              |                              |                              |                             |                             |                         |                         | Klara Pölzl (1860–1907) | Klara Pölzl (1860–1907) | Klara Pölzl (1860–1907) | Klara Pölzl (1860–1907) | Klara Pölzl (1860–1907)   | Klara Pölzl (1860–1907)   |                           |                           | Johanna Pölzl (1863–1911)        | Johanna Pölzl (1863–1911)        | Johanna Pölzl (1863–1911)        | Johanna Pölzl (1863–1911)        | Johanna Pölzl (1863–1911)        | Johanna Pölzl (1863–1911)        |                           |                           | Theresia Pölzl (1868–1935) | Theresia Pölzl (1868–1935) | Theresia Pölzl (1868–1935) | Theresia Pölzl (1868–1935) | Theresia Pölzl (1868–1935) | Theresia Pölzl (1868–1935) |                          |                          |  |  |                       |                       |                       |                       |                       |                       |  |  |                           |                           |                           |                           |                           |                           |  |  |                          |                          |                          |                          |                          |                          |
|                             |                             |                             |                             |                                    |                                    |                                    |                                    |                                    |                                    | Franziska Matzelberger (1861–1884) | Franziska Matzelberger (1861–1884) | Franziska Matzelberger (1861–1884) | Franziska Matzelberger (1861–1884) | Franziska Matzelberger (1861–1884)  | Franziska Matzelberger (1861–1884)  |                                     |                                     |                                     |                                     |                                    |                                    |                                    |                                    |                                 |                                 | Alois Hitler (1837–1903)        | Alois Hitler (1837–1903)        | Alois Hitler (1837–1903)        | Alois Hitler (1837–1903)        | Alois Hitler (1837–1903)         | Alois Hitler (1837–1903)         |                                  |                                  |                                  |                                  |                                    |                                    |                                    |                                    |                                    |                                    |                               |                               |                               |                               |                              |                              |                              |                              |                             |                             |                         |                         | Klara Pölzl (1860–1907) | Klara Pölzl (1860–1907) | Klara Pölzl (1860–1907) | Klara Pölzl (1860–1907) | Klara Pölzl (1860–1907)   | Klara Pölzl (1860–1907)   |                           |                           | Johanna Pölzl (1863–1911)        | Johanna Pölzl (1863–1911)        | Johanna Pölzl (1863–1911)        | Johanna Pölzl (1863–1911)        | Johanna Pölzl (1863–1911)        | Johanna Pölzl (1863–1911)        |                           |                           | Theresia Pölzl (1868–1935) | Theresia Pölzl (1868–1935) | Theresia Pölzl (1868–1935) | Theresia Pölzl (1868–1935) | Theresia Pölzl (1868–1935) | Theresia Pölzl (1868–1935) |                          |                          |  |  |                       |                       |                       |                       |                       |                       |  |  |                           |                           |                           |                           |                           |                           |  |  |                          |                          |                          |                          |                          |                          |
|                             |                             |                             |                             |                                    |                                    |                                    |                                    |                                    |                                    |                                    |                                    |                                    |                                    |                                     |                                     |                                     |                                     |                                     |                                     |                                    |                                    |                                    |                                    |                                 |                                 |                                 |                                 |                                 |                                 |                                  |                                  |                                  |                                  |                                  |                                  |                                    |                                    |                                    |                                    |                                    |                                    |                               |                               |                               |                               |                              |                              |                              |                              |                             |                             |                         |                         |                         |                         |                         |                         |                           |                           |                           |                           |                                  |                                  |                                  |                                  |                                  |                                  |                           |                           |                            |                            |                            |                            |                            |                            |                          |                          |  |  |                       |                       |                       |                       |                       |                       |  |  |                           |                           |                           |                           |                           |                           |  |  |                          |                          |                          |                          |                          |                          |
|                             |                             |                             |                             |                                    |                                    |                                    |                                    |                                    |                                    |                                    |                                    |                                    |                                    |                                     |                                     |                                     |                                     |                                     |                                     |                                    |                                    |                                    |                                    |                                 |                                 |                                 |                                 |                                 |                                 |                                  |                                  |                                  |                                  |                                  |                                  |                                    |                                    |                                    |                                    |                                    |                                    |                               |                               |                               |                               |                              |                              |                              |                              |                             |                             |                         |                         |                         |                         |                         |                         |                           |                           |                           |                           |                                  |                                  |                                  |                                  |                                  |                                  |                           |                           |                            |                            |                            |                            |                            |                            |                          |                          |  |  |                       |                       |                       |                       |                       |                       |  |  |                           |                           |                           |                           |                           |                           |  |  |                          |                          |                          |                          |                          |                          |
| Bridget Dowling (1891–1969) | Bridget Dowling (1891–1969) | Bridget Dowling (1891–1969) | Bridget Dowling (1891–1969) | Bridget Dowling (1891–1969)        | Bridget Dowling (1891–1969)        |                                    |                                    | Alois Hitler, Jr. (1882–1956)      | Alois Hitler, Jr. (1882–1956)      | Alois Hitler, Jr. (1882–1956)      | Alois Hitler, Jr. (1882–1956)      | Alois Hitler, Jr. (1882–1956)      | Alois Hitler, Jr. (1882–1956)      |                                     |                                     | Hedwig Heidemann                    | Hedwig Heidemann                    | Hedwig Heidemann                    | Hedwig Heidemann                    | Hedwig Heidemann                   | Hedwig Heidemann                   |                                    |                                    | Leo Raubal Sr. (1879–1910)      | Leo Raubal Sr. (1879–1910)      | Leo Raubal Sr. (1879–1910)      | Leo Raubal Sr. (1879–1910)      | Leo Raubal Sr. (1879–1910)      | Leo Raubal Sr. (1879–1910)      |                                  |                                  | Angela Hitler (1883–1949)        | Angela Hitler (1883–1949)        | Angela Hitler (1883–1949)        | Angela Hitler (1883–1949)        | Angela Hitler (1883–1949)          | Angela Hitler (1883–1949)          |                                    |                                    | Martin Hammitzsch (1878–1945)      | Martin Hammitzsch (1878–1945)      | Martin Hammitzsch (1878–1945) | Martin Hammitzsch (1878–1945) | Martin Hammitzsch (1878–1945) | Martin Hammitzsch (1878–1945) |                              |                              | Gustav Hitler (1885–87)      | Gustav Hitler (1885–87)      | Gustav Hitler (1885–87)     | Gustav Hitler (1885–87)     | Gustav Hitler (1885–87) | Gustav Hitler (1885–87) |                         |                         | Ida Hitler (1886–88)    | Ida Hitler (1886–88)    | Ida Hitler (1886–88)      | Ida Hitler (1886–88)      | Ida Hitler (1886–88)      | Ida Hitler (1886–88)      |                                  |                                  | Otto Hitler (1887–87)            | Otto Hitler (1887–87)            | Otto Hitler (1887–87)            | Otto Hitler (1887–87)            | Otto Hitler (1887–87)     | Otto Hitler (1887–87)     |                            |                            | Adolf Hitler (1889–1945)   | Adolf Hitler (1889–1945)   | Adolf Hitler (1889–1945)   | Adolf Hitler (1889–1945)   | Adolf Hitler (1889–1945) | Adolf Hitler (1889–1945) |  |  | Eva Braun (1912–1945) | Eva Braun (1912–1945) | Eva Braun (1912–1945) | Eva Braun (1912–1945) | Eva Braun (1912–1945) | Eva Braun (1912–1945) |  |  | Edmund Hitler (1894–1900) | Edmund Hitler (1894–1900) | Edmund Hitler (1894–1900) | Edmund Hitler (1894–1900) | Edmund Hitler (1894–1900) | Edmund Hitler (1894–1900) |  |  | Paula Hitler (1896–1960) | Paula Hitler (1896–1960) | Paula Hitler (1896–1960) | Paula Hitler (1896–1960) | Paula Hitler (1896–1960) | Paula Hitler (1896–1960) |
| Bridget Dowling (1891–1969) | Bridget Dowling (1891–1969) | Bridget Dowling (1891–1969) | Bridget Dowling (1891–1969) | Bridget Dowling (1891–1969)        | Bridget Dowling (1891–1969)        |                                    |                                    | Alois Hitler, Jr. (1882–1956)      | Alois Hitler, Jr. (1882–1956)      | Alois Hitler, Jr. (1882–1956)      | Alois Hitler, Jr. (1882–1956)      | Alois Hitler, Jr. (1882–1956)      | Alois Hitler, Jr. (1882–1956)      |                                     |                                     | Hedwig Heidemann                    | Hedwig Heidemann                    | Hedwig Heidemann                    | Hedwig Heidemann                    | Hedwig Heidemann                   | Hedwig Heidemann                   |                                    |                                    | Leo Raubal Sr. (1879–1910)      | Leo Raubal Sr. (1879–1910)      | Leo Raubal Sr. (1879–1910)      | Leo Raubal Sr. (1879–1910)      | Leo Raubal Sr. (1879–1910)      | Leo Raubal Sr. (1879–1910)      |                                  |                                  | Angela Hitler (1883–1949)        | Angela Hitler (1883–1949)        | Angela Hitler (1883–1949)        | Angela Hitler (1883–1949)        | Angela Hitler (1883–1949)          | Angela Hitler (1883–1949)          |                                    |                                    | Martin Hammitzsch (1878–1945)      | Martin Hammitzsch (1878–1945)      | Martin Hammitzsch (1878–1945) | Martin Hammitzsch (1878–1945) | Martin Hammitzsch (1878–1945) | Martin Hammitzsch (1878–1945) |                              |                              | Gustav Hitler (1885–87)      | Gustav Hitler (1885–87)      | Gustav Hitler (1885–87)     | Gustav Hitler (1885–87)     | Gustav Hitler (1885–87) | Gustav Hitler (1885–87) |                         |                         | Ida Hitler (1886–88)    | Ida Hitler (1886–88)    | Ida Hitler (1886–88)      | Ida Hitler (1886–88)      | Ida Hitler (1886–88)      | Ida Hitler (1886–88)      |                                  |                                  | Otto Hitler (1887–87)            | Otto Hitler (1887–87)            | Otto Hitler (1887–87)            | Otto Hitler (1887–87)            | Otto Hitler (1887–87)     | Otto Hitler (1887–87)     |                            |                            | Adolf Hitler (1889–1945)   | Adolf Hitler (1889–1945)   | Adolf Hitler (1889–1945)   | Adolf Hitler (1889–1945)   | Adolf Hitler (1889–1945) | Adolf Hitler (1889–1945) |  |  | Eva Braun (1912–1945) | Eva Braun (1912–1945) | Eva Braun (1912–1945) | Eva Braun (1912–1945) | Eva Braun (1912–1945) | Eva Braun (1912–1945) |  |  | Edmund Hitler (1894–1900) | Edmund Hitler (1894–1900) | Edmund Hitler (1894–1900) | Edmund Hitler (1894–1900) | Edmund Hitler (1894–1900) | Edmund Hitler (1894–1900) |  |  | Paula Hitler (1896–1960) | Paula Hitler (1896–1960) | Paula Hitler (1896–1960) | Paula Hitler (1896–1960) | Paula Hitler (1896–1960) | Paula Hitler (1896–1960) |
|                             |                             |                             |                             |                                    |                                    |                                    |                                    |                                    |                                    |                                    |                                    |                                    |                                    |                                     |                                     |                                     |                                     |                                     |                                     |                                    |                                    |                                    |                                    |                                 |                                 |                                 |                                 |                                 |                                 |                                  |                                  |                                  |                                  |                                  |                                  |                                    |                                    |                                    |                                    |                                    |                                    |                               |                               |                               |                               |                              |                              |                              |                              |                             |                             |                         |                         |                         |                         |                         |                         |                           |                           |                           |                           |                                  |                                  |                                  |                                  |                                  |                                  |                           |                           |                            |                            |                            |                            |                            |                            |                          |                          |  |  |                       |                       |                       |                       |                       |                       |  |  |                           |                           |                           |                           |                           |                           |  |  |                          |                          |                          |                          |                          |                          |
|                             |                             |                             |                             |                                    |                                    |                                    |                                    |                                    |                                    |                                    |                                    |                                    |                                    |                                     |                                     |                                     |                                     |                                     |                                     |                                    |                                    |                                    |                                    |                                 |                                 |                                 |                                 |                                 |                                 |                                  |                                  |                                  |                                  |                                  |                                  |                                    |                                    |                                    |                                    |                                    |                                    |                               |                               |                               |                               |                              |                              |                              |                              |                             |                             |                         |                         |                         |                         |                         |                         |                           |                           |                           |                           |                                  |                                  |                                  |                                  |                                  |                                  |                           |                           |                            |                            |                            |                            |                            |                            |                          |                          |  |  |                       |                       |                       |                       |                       |                       |  |  |                           |                           |                           |                           |                           |                           |  |  |                          |                          |                          |                          |                          |                          |
|                             |                             |                             |                             | William Patrick Hitler (1911–1987) | William Patrick Hitler (1911–1987) | William Patrick Hitler (1911–1987) | William Patrick Hitler (1911–1987) | William Patrick Hitler (1911–1987) | William Patrick Hitler (1911–1987) |                                    |                                    | Heinz Hitler (1920–1942)           | Heinz Hitler (1920–1942)           | Heinz Hitler (1920–1942)            | Heinz Hitler (1920–1942)            | Heinz Hitler (1920–1942)            | Heinz Hitler (1920–1942)            |                                     |                                     |                                    |                                    | Leo Rudolf Raubal (1906–1977)      | Leo Rudolf Raubal (1906–1977)      | Leo Rudolf Raubal (1906–1977)   | Leo Rudolf Raubal (1906–1977)   | Leo Rudolf Raubal (1906–1977)   | Leo Rudolf Raubal (1906–1977)   |                                 |                                 | Geli Raubal (1908–1931)          | Geli Raubal (1908–1931)          | Geli Raubal (1908–1931)          | Geli Raubal (1908–1931)          | Geli Raubal (1908–1931)          | Geli Raubal (1908–1931)          |                                    |                                    | Elfriede Raubal (1910–1993)        | Elfriede Raubal (1910–1993)        | Elfriede Raubal (1910–1993)        | Elfriede Raubal (1910–1993)        | Elfriede Raubal (1910–1993)   | Elfriede Raubal (1910–1993)   |                               |                               |                              |                              |                              |                              |                             |                             |                         |                         |                         |                         |                         |                         |                           |                           |                           |                           |                                  |                                  |                                  |                                  |                                  |                                  |                           |                           |                            |                            |                            |                            |                            |                            |                          |                          |  |  |                       |                       |                       |                       |                       |                       |  |  |                           |                           |                           |                           |                           |                           |  |  |                          |                          |                          |                          |                          |                          |

## Árbol genealógico de la familia Braun
Nota: Para simplificar, los segundos casamientos después de 1945 de Ilse y Gretl, han sido excluidos.
|                   |                   |                   |                   |                   |                   |  |  |                        |                        |                        |                        |                        |                        |  |  | Friedrich Braun (1879–1964) | Friedrich Braun (1879–1964) | Friedrich Braun (1879–1964) | Friedrich Braun (1879–1964) | Friedrich Braun (1879–1964) | Friedrich Braun (1879–1964) |  |  | Franziska Kronberger (1885–1976) | Franziska Kronberger (1885–1976) | Franziska Kronberger (1885–1976) | Franziska Kronberger (1885–1976) | Franziska Kronberger (1885–1976) | Franziska Kronberger (1885–1976) |  |  |                         |                         |                         |                         |                                  |                         |  |  |                              |                              |                              |                              |                              |                              |  |  |  |  |
|                   |                   |                   |                   |                   |                   |  |  |                        |                        |                        |                        |                        |                        |  |  | Friedrich Braun (1879–1964) | Friedrich Braun (1879–1964) | Friedrich Braun (1879–1964) | Friedrich Braun (1879–1964) | Friedrich Braun (1879–1964) | Friedrich Braun (1879–1964) |  |  | Franziska Kronberger (1885–1976) | Franziska Kronberger (1885–1976) | Franziska Kronberger (1885–1976) | Franziska Kronberger (1885–1976) | Franziska Kronberger (1885–1976) | Franziska Kronberger (1885–1976) |  |  |                         |                         |                         |                         |                                  |                         |  |  |                              |                              |                              |                              |                              |                              |  |  |  |  |
|                   |                   |                   |                   |                   |                   |  |  |                        |                        |                        |                        |                        |                        |  |  |                             |                             |                             |                             |                             |                             |  |  |                                  |                                  |                                  |                                  |                                  |                                  |  |  |                         |                         |                         |                         |                                  |                         |  |  |                              |                              |                              |                              |                              |                              |  |  |  |  |
|                   |                   |                   |                   |                   |                   |  |  |                        |                        |                        |                        |                        |                        |  |  |                             |                             |                             |                             |                             |                             |  |  |                                  |                                  |                                  |                                  |                                  |                                  |  |  |                         |                         |                         |                         |                                  |                         |  |  |                              |                              |                              |                              |                              |                              |  |  |  |  |
| (Herr) Hofstätter | (Herr) Hofstätter | (Herr) Hofstätter | (Herr) Hofstätter | (Herr) Hofstätter | (Herr) Hofstätter |  |  | Ilse Braun (1909–1979) | Ilse Braun (1909–1979) | Ilse Braun (1909–1979) | Ilse Braun (1909–1979) | Ilse Braun (1909–1979) | Ilse Braun (1909–1979) |  |  | Adolf Hitler (1889–1945)    | Adolf Hitler (1889–1945)    | Adolf Hitler (1889–1945)    | Adolf Hitler (1889–1945)    | Adolf Hitler (1889–1945)    | Adolf Hitler (1889–1945)    |  |  | Eva Braun (1912–1945)            | Eva Braun (1912–1945)            | Eva Braun (1912–1945)            | Eva Braun (1912–1945)            | Eva Braun (1912–1945)            | Eva Braun (1912–1945)            |  |  | Gretl Braun (1915–1987) | Gretl Braun (1915–1987) | Gretl Braun (1915–1987) | Gretl Braun (1915–1987) | Gretl Braun (1915–1987)          | Gretl Braun (1915–1987) |  |  | Hermann Fegelein (1906–1945) | Hermann Fegelein (1906–1945) | Hermann Fegelein (1906–1945) | Hermann Fegelein (1906–1945) | Hermann Fegelein (1906–1945) | Hermann Fegelein (1906–1945) |  |  |  |  |
| (Herr) Hofstätter | (Herr) Hofstätter | (Herr) Hofstätter | (Herr) Hofstätter | (Herr) Hofstätter | (Herr) Hofstätter |  |  | Ilse Braun (1909–1979) | Ilse Braun (1909–1979) | Ilse Braun (1909–1979) | Ilse Braun (1909–1979) | Ilse Braun (1909–1979) | Ilse Braun (1909–1979) |  |  | Adolf Hitler (1889–1945)    | Adolf Hitler (1889–1945)    | Adolf Hitler (1889–1945)    | Adolf Hitler (1889–1945)    | Adolf Hitler (1889–1945)    | Adolf Hitler (1889–1945)    |  |  | Eva Braun (1912–1945)            | Eva Braun (1912–1945)            | Eva Braun (1912–1945)            | Eva Braun (1912–1945)            | Eva Braun (1912–1945)            | Eva Braun (1912–1945)            |  |  | Gretl Braun (1915–1987) | Gretl Braun (1915–1987) | Gretl Braun (1915–1987) | Gretl Braun (1915–1987) | Gretl Braun (1915–1987)          | Gretl Braun (1915–1987) |  |  | Hermann Fegelein (1906–1945) | Hermann Fegelein (1906–1945) | Hermann Fegelein (1906–1945) | Hermann Fegelein (1906–1945) | Hermann Fegelein (1906–1945) | Hermann Fegelein (1906–1945) |  |  |  |  |
|                   |                   |                   |                   |                   |                   |  |  |                        |                        |                        |                        |                        |                        |  |  |                             |                             |                             |                             |                             |                             |  |  |                                  |                                  |                                  |                                  |                                  |                                  |  |  |                         |                         |                         |                         |                                  |                         |  |  |                              |                              |                              |                              |                              |                              |  |  |  |  |
|                   |                   |                   |                   |                   |                   |  |  |                        |                        |                        |                        |                        |                        |  |  |                             |                             |                             |                             |                             |                             |  |  |                                  |                                  |                                  |                                  |                                  |                                  |  |  |                         |                         |                         |                         | Eva Barbara Fegelein (1945–1971) |                         |  |  |                              |                              |                              |                              |                              |                              |  |  |  |  |